# Staré Hamry
Obec Staré Hamry (německy Althammer) se rozkládá v kopcích Moravskoslezských Beskyd po obou stranách historické moravsko-slezské zemské hranice, v okrese Frýdek-Místek. Žije zde 544 obyvatel. Lesní půda zabírá 87 % katastrálního území vesnice.
Obec se skládá z 55 osad, z nichž největší je Gruň. Obec se skládá ze dvou katastrálních území – Staré Hamry 1 (téměř celý katastr patří do Slezska, malá část na Moravu; rozloha 5 333,81 ha) a Ostravice 2  (čistě moravský katastr; rozloha 3 139,24 ha). Oba katastry až na nejsevernější úsek hranice odděluje řeka Ostravice, resp. vodní nádrž Šance.
V usedlosti Klepačka v západních částech Starých Hamrů se odehrával děj docureality České televize nazvané Dovolená v Protektorátu.

## Historie

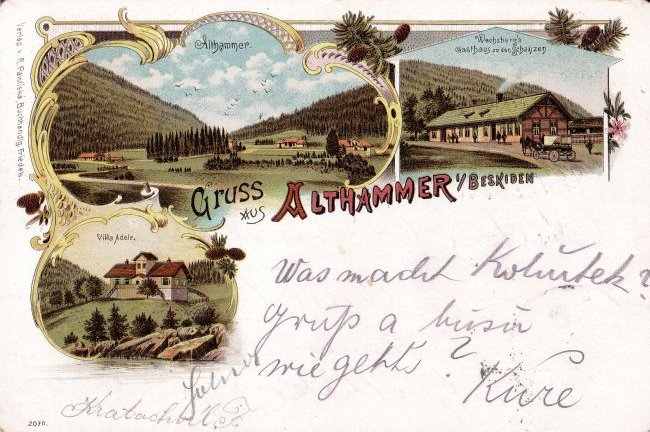
Pohlednice ze Starých Hamrů, z roku 1901

První písemná zmínka o obci pochází z roku 1639. Až do roku 1951 se jednalo o čistě slezskou obec ležící na pravém břehu řeky Ostravice, s rozlohou 6 645,71 ha. Staré Hamry tehdy zahrnovaly území moderních katastrálních území Staré Hamry 1 (součást moderní obce Staré Hamry) a Staré Hamry 2 (součást moderní obce Ostravice). 1. července 1951 však z důvodu obtížného spojení jednotlivých osad s centry obcí došlo k radikální změně územního vymezení obce Staré Hamry a původně čistě moravské obce Ostravice, při které byl původní katastr obce Staré Hamry rozdělen na dvě části, a původní katastr obce Ostravice na tři části. Toho dne také získala obec Staré Hamry současné hranice, když došlo ke spojení jižní části původního katastrálního území Staré Hamry se střední částí původního katastrálního území Ostravice. Severní část původního katastrálního území Staré Hamry byla naopak spojena se severní částí původního katastrálního území Ostravice, čímž vznikla moderní obec Ostravice. Jižní část původního katastrálního území Ostravice se stala samostatnou obcí Bílá. Celé akci předcházela celá řada jednání, z nichž prvním bylo jednání zastupitelstva obce Ostravice, konané 3. srpna 1919, o návrhu obyvatel z území současné obce Bílá na rozdělení obce Ostravice na dvě obce.
V roce 1969 došlo k vybudování vodní nádrže Šance, která zatopila původní centrum obce, zničila většinu obchodů a způsobila odstěhování poloviny obyvatel. Severně od vodní nádrže Šance došlo později k úpravě hranice se sousední obcí Ostravice, při níž byl o moravskou půdu drobně rozšířen i do té doby čistě slezský katastr Staré Hamry 1. K 1. únoru 1974 byl pro Staré Hamry a Bílou zřízen společný MNV se sídlem ve Starých Hamrech.

## Pamětihodnosti
- Kostel svatého Jindřicha
- Pomník Maryčky Magdonové
- krucifix
- bývalá fara čp. 157
- Kostel Panny Marie
- Do správního území obce zasahuje část přírodní rezervace Lysá hora.

## Obyvatelstvo

Věková struktura obyvatel obce Staré Hamry roku 2011

## Fotogalerie

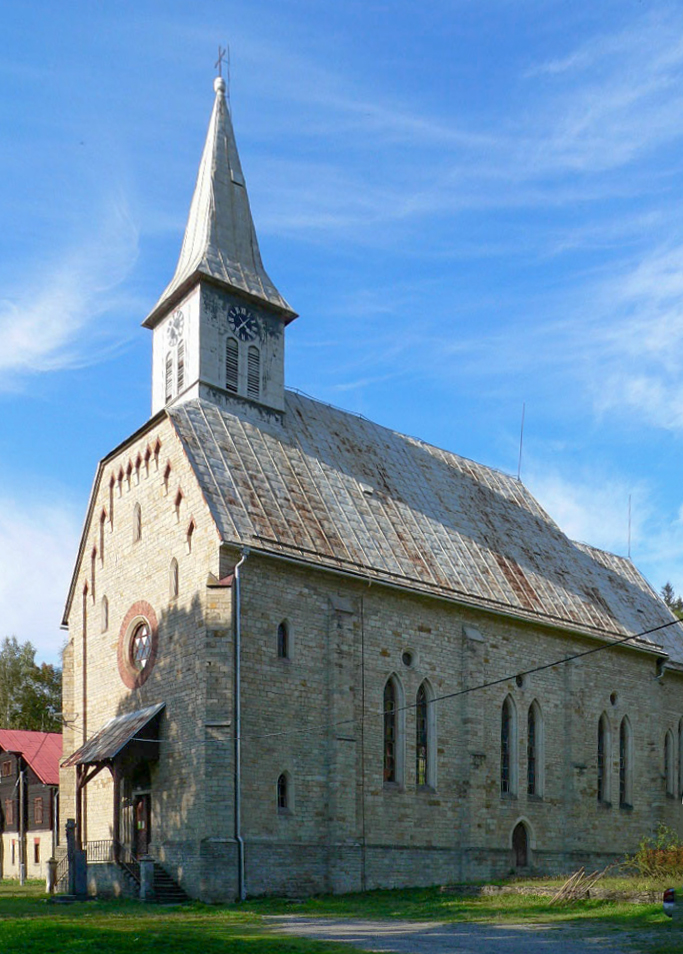
Kostel sv. Jindřicha
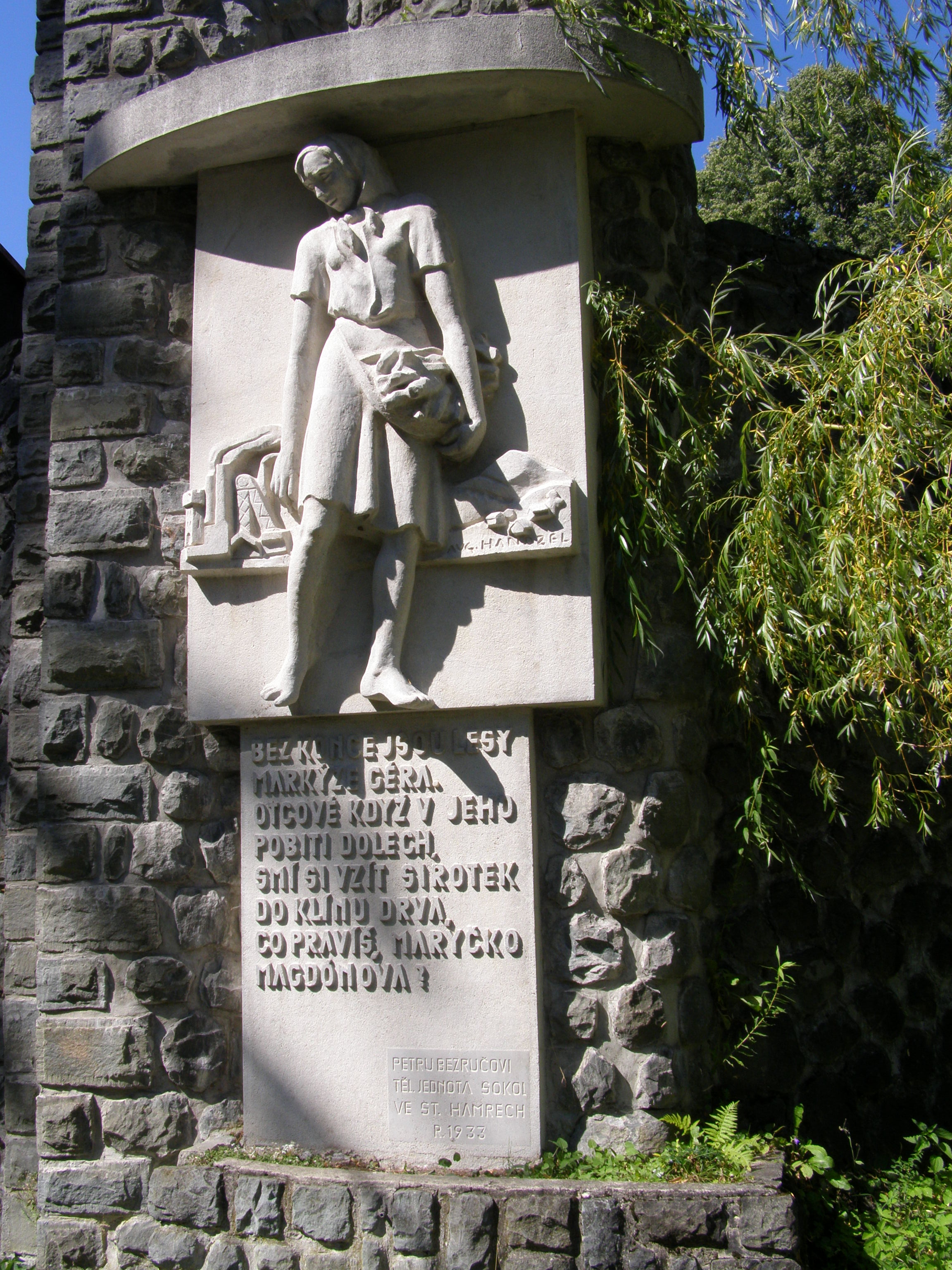
Pomník Maryčky Magdonové
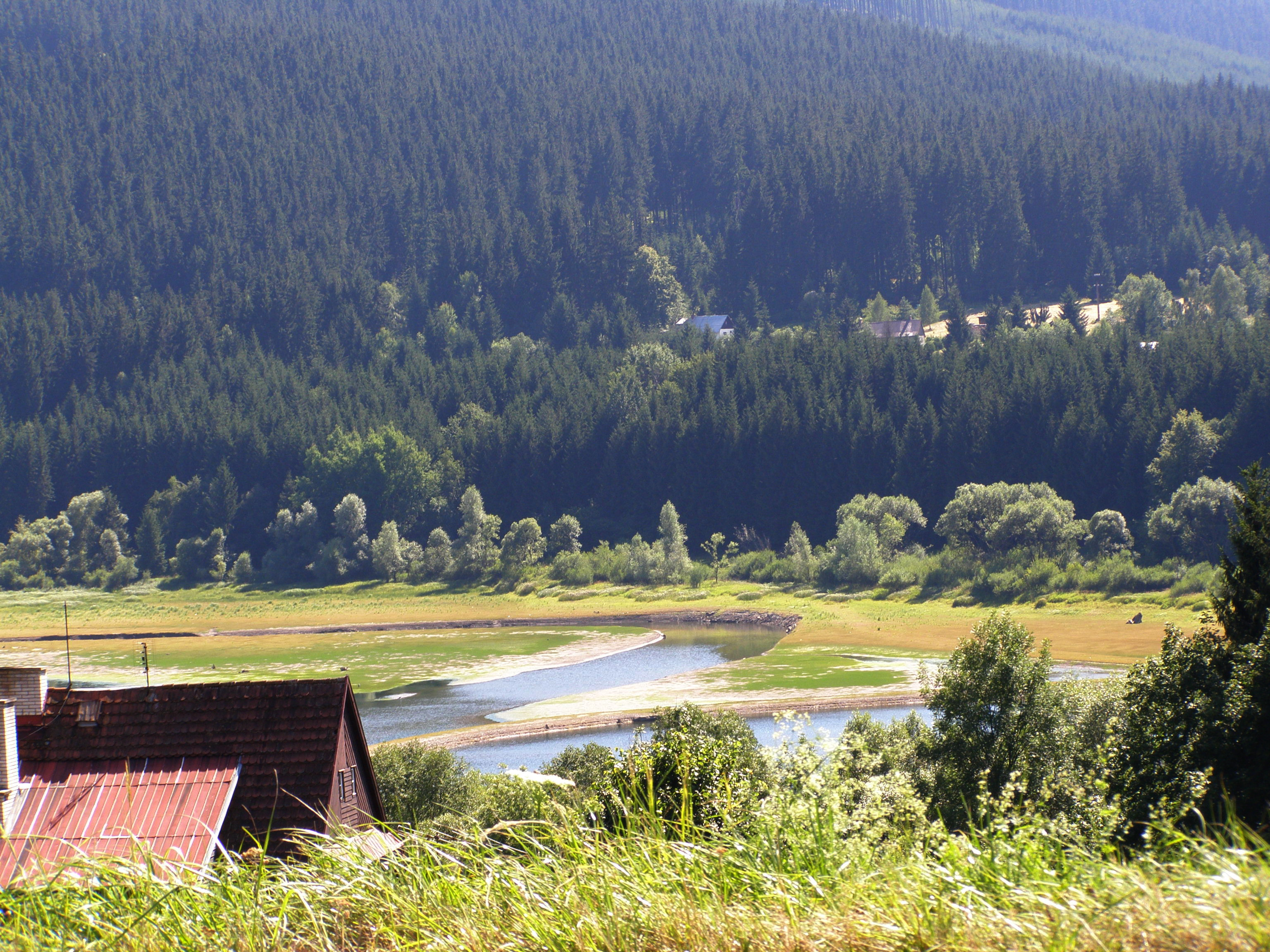
Vodní nádrž Šance, místo vtékání řeky Ostravice a bývalé železniční tratě